# Церковь Сурб Амбарцум (Нахичевань-на-Дону)
Церковь Сурб Амбарцум (рус. Церковь Вознесения Господня) — утраченный армянский православный храм XVIII века в Ростове-на-Дону. Церковь находилась в Нахичеване-на-Дону (ныне — часть Пролетарского района) на 2-й Вознесенской улице (ныне — ул. Рябышева) между 34-й и 36-й линиями. В конце 1930-х годов храм был уничтожен.

## История
Строительство каменной вознесенской церкви велось с 1781 по 1783 год. Торжественное освящение архиепископом Иосифом состоялось 27 августа 1783 года. Храм представлял собой небольшую приходскую церковь с полукруглой апсидой, световым барабаном с куполом и небольшой звонницей над входом. Три двери были обрамлены колоннами. Фасад был оформлен лаконичным классическим декором, его дополняли наличники и карнизы классических образцов. Характерной деталью являлись встроенные в стену хачкары. Один из них, расположенный на фасаде, с высеченной надписью в память о некоем Карапете, датировался 1439 годом. При храме существовало армянское духовное училище.
В 1799 году храм капитально ремонтировался. Главный алтарь был сооружён на средства купца Матвея Христофоровича Шорбаронова. С 1863 по 1868 года на средства собранные с прихожан знание ремонтировалось вновь. В августе 1879 года церковь была ограблена. Было украдено всё церковное имущество и утварь. К 1882 году утраченное имущество было восстановлено.
6 июня 1898 в Нахичеванскую Городскую Управу обратился ктитор Вознесенской церкви Егор Христофорович Алаханов с прошением о выделении средств на проведение очередных ремонтных работ. В ответ на эту просьбу Городская Управа вышла с предложением в Городскую Думу ассигновать на ремонт церкви единовременное пособие в размере двух тысяч рублей и внести эту сумму в смету на будущий 1899 год. Городская Дума одобрила заключение Управы.
Одновременно с этим было создано попечительство для организации сбора пожертвований. В 1898-1899 годах были завершены ремонтно-восстановительные работы в церкви.
Богослужения продолжались до 1936 года. Во время бури 18 августа с храма была сорвана крыша. После бури церковь закрыли вначале на ремонт, а затем окончательно. Храм разобрали, а духовное училище перестроили, открыв в нём Лесную школу. В 1942 году во время немецкой оккупации города за убийство немецкого военнослужащего солдатами Вермахта в усадьбе школы было расстреляно несколько десятков невинных мирных жителей.